# Дикая охота

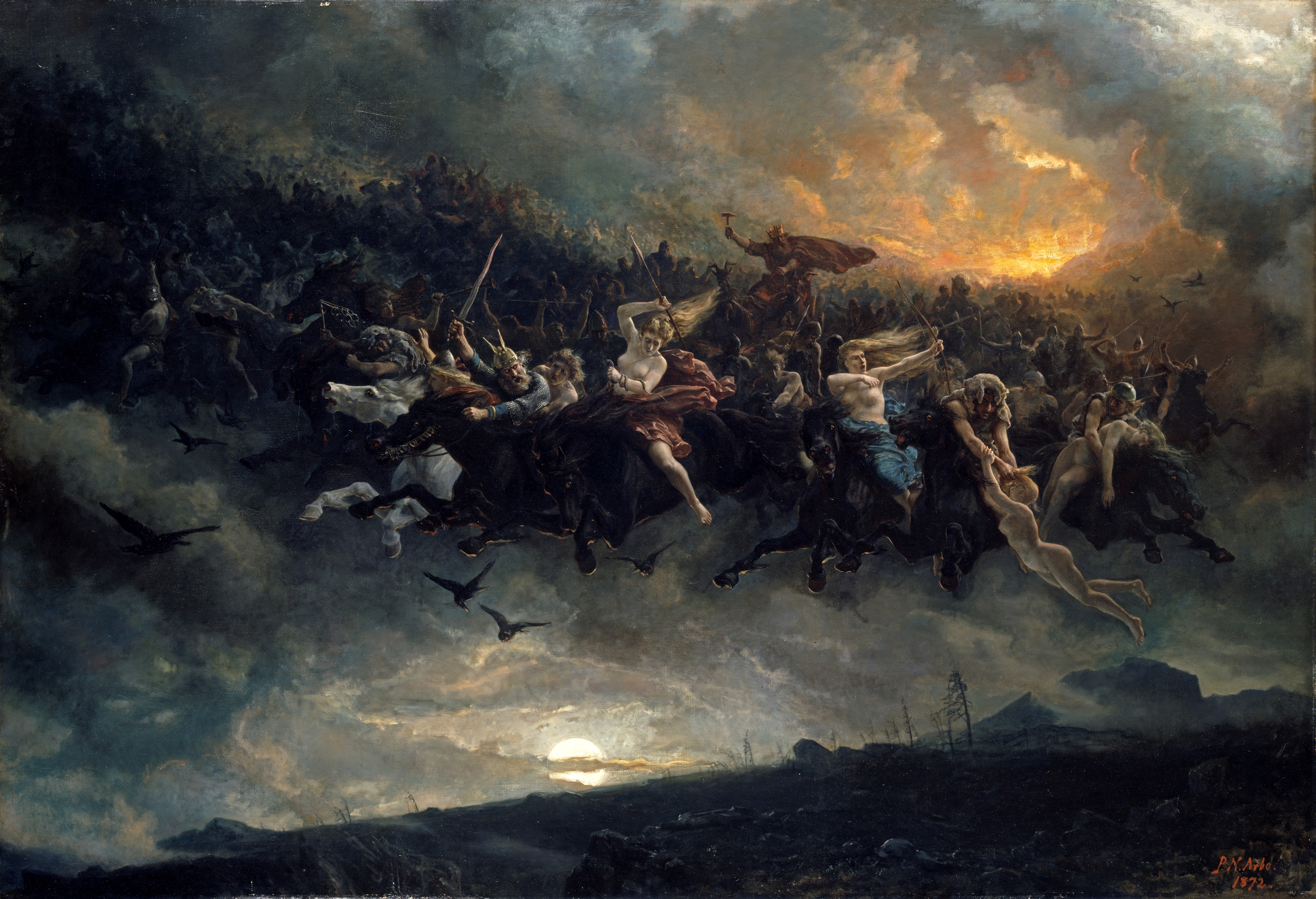
Петер Николай Арбо. Дикая охота Одина. 1872

Дикая охота — в скандинавской мифологии группа призрачных всадников-охотников со сворой собак.

## История
В средние века миф о Дикой охоте был распространён в основном в Германии. Считается, что миф распространялся «по стопам» христианства. В более поздний период миф о Дикой охоте был зафиксирован также в Ирландии, Великобритании, Дании, Швеции, Норвегии. Отголоски легенды были зафиксированы в Англии в 1950-х годах, как вариант о «Роге дикой охоты».
Дикая охота является популярным фольклорным мотивом, нередко встречающимся в европейском фольклоре. Дикая охота, согласно этим представлениям, является группой призраков или сверхъестественных существ, вышедших на охотничий гон. Охотники, по разным версиям, могут быть либо эльфами, либо феями, либо мёртвыми, и лидером охоты часто является именованная фигура, связанная с Одином, либо той или иной легендарной или исторической личностью, такой как Теодорих Великий, датский король Вальдемар IV Аттердаг, валлийский психопомп Гвин ап Нудд, библейские фигуры, такие как Ирод, Каин, Габриэль или даже Дьявол. Встречались упоминания об аналогичных мифологических образах и во Франции, Дании, Ирландии и других европейских странах.

## Содержание мифа

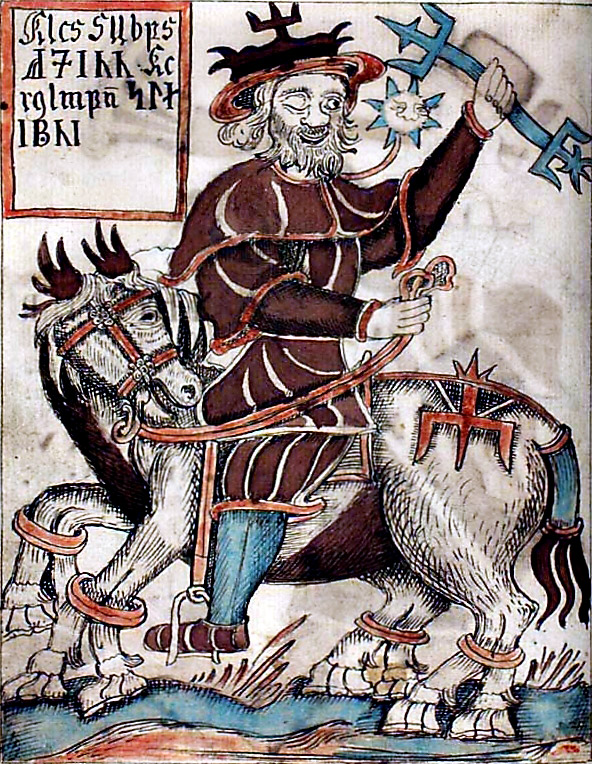
Один верхом на Слейпнире. Миниатюра из исландской рукописи XVIII века

Согласно скандинавской версии легенды, бог Один со своей свитой носится по земле, собирая души людей. Если кто-либо встретится с ними, то попадёт в иной мир, а если заговорит, то может погибнуть. В Британии, где также был распространён миф о Дикой охоте, бытует версия о том, что охоту возглавляет король или королева эльфов. Они по британским легендам могли похищать встретившихся детей и молодых людей, которые становились слугами эльфов. Позднее миф модифицировался, и поверье стало утверждать, что похитить они могут только некрещёного человека.
Предполагалось, что видение Дикой охоты предвещает какую-то катастрофу, такую как война или чума, или, в лучшем случае, «всего лишь» смерть того, кто был свидетелем этого. Люди, встречающие Охоту, также могут быть похищены в подземный мир или в сказочное королевство. В некоторых случаях также считалось, что души людей могут быть забраны и во время сна, чтобы присоединиться к кавалькаде Дикой охоты. Так говорили о тех, кто умер во сне.
В фольклоре Северной Германии призраками Дикой охоты предводительствует женщина по имени Холда (Холте, Холле, Хулда или Холде) — богиня материнства и домашнего очага. В Южной Германии она известна под именем Берта (Берхта, Перхта), а в Норвегии — как Фригг. Она стережёт души некрещёных детей и связана с Луной, отождествляется с римской Дианой или Гекатой.
В Англии Дикая охота была также известна как Herlaþing, также были известны такие названия, как Охота Ирода или Охота Каина, на севере Англии это явление называли гончие Габриэля, а в Северной Америке их называли Призрачные Всадники. В Уэльсе сопоставимый народный миф известен как Cŵn Annwn (с валл. — «Гончие Аннуна»).
Призраки, согласно некоторым версиям легенды, наказывают порочных и ленивых. Если оставить пищу перед дверями, то призраки съедят её, но пища снова появится перед тем, как кавалькада духов двинется дальше. Считалось, что некрещёные умершие, особенно дети, становились забавой для собак Дикой охоты, которые гнали их в ад.
- В Средние века считалось, что в свиту Дикой охоты входят ведьмы и их возглавляет Геката, богиня тёмной стороны Луны, покровительствующая ведьмам.
- В документах XII века указывается, что количество всадников равно 20—30 и то, что они верхом на чёрных оленях либо на вороных лошадях, со страшными чёрными собаками.
- По другим сведениям, Дикой охотой руководит Фрэнсис Дрейк, которого видели в сопровождении безголовых собак и демонов на просторах от Тевистока до Плимута. Призрак национального английского героя находился в карете или на катафалке.
- В корнуоллском варианте легенды Дикая охота — это свора собак Денди Дьявола.
- Американским вариантом Дикой охоты считается ковбойская легенда о Призрачных всадниках, описанная в песне Riders in the Sky.

Большинство исследователей сходятся на том, что миф о Дикой охоте имеет дохристианское происхождение, а фигура предводителя Охоты прямо или косвенно является образом того или иного языческого божества.

## Предводитель охоты
В разных странах разные личности и мифологические существа считались предводителями процессии Дикой охоты.
- В Дании — Вальдемар IV Аттердаг.
- В остальной Скандинавии — Один, Вальдемар IV Аттердаг или Люсси (Lussinatta).
- В Германии — Вотан (одно из имён Одина), Хольда, Дитрих Бернский, Ганнс фон Хаскельберг[нем.], Госпожа Метелица (Frau Holle), Перхта, Кудрун или Самаэль.
- В Швейцарии — Тюрст.
- В Англии — король Артур, Херн-охотник — одно из воплощений дьявола, с точки зрения христианских священнослужителей, или Эдрик Дикий.
- В Уэльсе — Араун и Маллт-и-Нос или Гвин ап Нудд.
- Во Франции — Роланд.
- В Ирландии — Фении или Финн Мак Кумал.
- В Каталонии (Испания) — герцог де Борха, легендарный дворянин из Валенсии.
- В Беларуси — легендарный король Стах, погибший от руки предателя.
- В Словении — Ярник (Ярило), также называемый Волчий пастырь (или Волк-пастух).

Также встречается имя Замиэль — отождествляемый с главой Охоты.
Под влиянием политики христианства, направленной на искоренение и замещение языческих верований, предводителя «Дикой охоты» стали отождествлять с дьяволом.